# 寧陝廳
寧陝廳是清代陝西西安府下轄的一個散廳，明正德十六年，設柴家關、五郎壩二巡司。順治中廢。乾隆四十八年，移西安府水利通判駐五郎關。嘉慶五年，析長安縣、盩厔縣、洋縣、石泉縣、鎮安縣五縣地置，改設同知。即今寧陝縣。